# Liste d'espèces de poissons décrites entre 2001 et 2005
De nouvelles espèces vivantes sont régulièrement définies chaque année.
L'apparition d'une nouvelle espèce dans la nomenclature peut se faire de trois manières principales :
- découverte dans la nature d'une espèce totalement différente de ce qui est connu jusqu'alors,
- nouvelle interprétation d'une espèce connue qui s'avère en réalité être composée de plusieurs espèces proches mais cependant bien distinctes. Ce mode d'apparition d'espèce est en augmentation depuis qu'il est possible d'analyser très finement le génome par des méthodes d'étude et de comparaison des ADN, ces méthodes aboutissant par ailleurs à des remaniements de la classification par une meilleure compréhension de la parenté des taxons (phylogénie). Pour ce type de création de nouvelles espèces, deux circonstances sont possibles : soit une sous-espèce déjà définie est élevée au statut d'espèce, auquel cas le nom, l'auteur et la date sont conservés, soit il est nécessaire de donner un nouveau nom à une partie de la population de l'ancienne espèce,
- découverte d'une nouvelle espèce par l'étude plus approfondie des spécimens conservés dans les musées et les collections.

Ces trois circonstances ont en commun d'être soumises au problème du nombre de spécialistes mondiaux compétents capables de reconnaître le caractère nouveau d'un spécimen. C'est une des raisons pour lesquelles le nombre d'espèces nouvelles chaque année, dans une catégorie taxinomique donnée, est à peu près constant. 
Pour bien préciser le nom complet d'une espèce, le (ou les) auteur(s) de la description doivent être indiqués à la suite du nom scientifique, ainsi que l'année de parution dans la publication scientifique. Le nom donné dans la description initiale d'une espèce est appelé le basionyme. Ce nom peut être amené à changer par la suite pour différentes raisons.
Dans la mesure du possible, ce sont les noms actuellement valides qui sont indiqués, ainsi que les découvreurs, les pays d'origine et les publications dans lesquelles les descriptions ont été faites.

## 2001

### Espèces vivantes décrites en 2001

#### Channidae
- Neochanna heleios Ling et Gleeson, 2001

Découvert dans le Northland (île du Nord, Nouvelle-Zélande).

#### Characidés
- Astyanax brachypterygium Bertaco et Malabarba, 2001
- Bryconamericus agna Azpelicueta et Almirn, 2001
- Creagrutus atratus Vari et Harold, 2001
- Creagrutus barrigai Vari et Harold, 2001
- Creagrutus britskii Vari et Harold, 2001
- Creagrutus calai Vari et Harold, 2001
- Creagrutus changae Vari et Harold, 2001

#### Cyprinidés
- Rhodeus pseudosericeus Arai, Jeun et Ueda, 2001

Découvert en Corée du sud.

#### Gerréidés
- Gerres phaiya Iwatsuki et Heemstra, 2001
- Gerres silaceus Iwatsuki, Kimura et Yoshino, 2001

#### Gobiidés
- Schismatogobius fuligimentus Chen, Séret, Pöllabauer et Shao, 2001

Découvert dans les eaux douces de Nouvelle-Calédonie
- Sicyopus chloe Watson, Keith et Marquet, 2001

Découvert dans les eaux douces de Nouvelle-Calédonie .

#### Scyliorhinidés
- Galeus mincaronei Soto, 2001

### Espèces fossiles et subfossiles (2001)
- Belemnobatis noviodunumensis Delsate et Candoni, 2001

Sélacien découvert en Normandie (France).
- Cristabatis exundans Delsate et Candoni, 2001

Archaeobatidé découvert en Normandie (France).
- Toarcibatis alticarinata Delsate et Candoni, 2001

Archaeobatidé découvert en Normandie (France).

## 2002

### Espèces vivantes décrites en 2002
- Torpedo adenensis Carvalho, Stehmann et Manilo, 2002

Espèce de torpille (Torpedinidae) découverte au Yémen.
- Tometes lebaili Jégu, Keith et Belmont-Jégu, 2002

Piranha herbivore serrasalminé découvert en Guyane française.
- Tometes makue Jégu, dos Santos et Belmont-Jégu, 2002

Piranha herbivore serrasalminé découvert en Guyane française.
- Etheostoma lawrencei Clas et Burr, 2002

Percidé.
- Lile nigrofasciata Castro-Aguirre, Ruiz-Campos et Balart, 2002

Clupéidé découvert dans le Pacifique oriental tropical
- Aphanius baeticus Doadrio, Carmona et Fernández-Delgado, 2002

Cyprinodontidé.
- Cyprinodon albivelis Mindley et Moiller, 2002

Cyprinodontidé
- Barbus balcanicus Kotlik, Tsigenopoulos, Ráb et Berrebi, 2002

Cyprinidé.
- Barbus carpathicus Kotlik, Tsigenopoulos, Ráb et Berrebi, 2002

Cyprinidé.
- Phoxinellus jadovensis Zupančič et Bogutskaya, 2002

Cyprinidé .
- Phoxinellus krbavensis Zupančič et Bogutskaya, 2002

Cyprinidé .
- Plectranthias sheni, 2002

Serranidé découvert à Taïwan .

### Espèces fossiles et subfossiles (2002)
- Protospinax planus Underwood, 2002
- Synechodus plicatus Underwood, 2002

## 2003

### Espèces vivantes décrites en 2003

#### Callichthyidae
- Corydoras tukano Britto et Lima, 2003

Découvert au Brésil.

#### Characidés
- Aphyocharax yekwanae Willink, Chernoff, Machado-Allison et al., 2003

Characidé découvert dans le bassin de la Caura au Venezuela en 2000.
- Astyanax clavitaeniatus Garutti, 2003
- Bryconamericus andresoi Román-Valencia, 2003
- Bryconamericus carlosi Román-Valencia, 2003
- Cyanocharax alegretensis Malabarba et Weitzman, 2003
- Grundulus cochae Román-Valencia, Paepke et Pantoja, 2003
- Piabina anhembi da Silva et Kaefer, 2003
- Planaltina britskii Menezes, Weitzman et Burns, 2003

#### Cyprinidae
- Chondrostoma oretanum Doadrio et Carmona, 2003

Péninsule ibérique.

#### Cyprinodontidae
- Aphanius villwocki Hrbek et Wildekamp, 2003

#### Gobiidae
- Populigobius uniporus Chen et Kottelat, 2003

Découvert au Laos.

#### Percidés
- Etheostoma cervus Mayden et Powers, 2003

Découvert dans le Tennessee.
- Etheostoma basilare Page, Hardman et Near, 2003
- Etheostoma derivativum Page, Hardman et Near, 2003

#### Pomacentridae
- Demoiselle de Rodrigues (Pomacentrus rodriguesensis Allen et Wright, 2003)

Pomacentridé découvert à Rodrigues (Maurice)

#### Scaridae
- Sparisoma tuiupiranga Gasparini, Joyeux et Floeter, 2003

Découvert au Brésil.

## 2004

### Espèces vivantes décrites en 2004

#### Characidés
- Astyanax biotae Castro et Vari, 2004
- Astyanax chico Casciotta et Almirón, 2004
- Hyphessobrycon auca Almirón, Casciotta, Bechara et Ruiz Diaz, 2004
- Kolpotocheirodon figueiredoi Malabarba, Lima et Weitzman, 2004

Découvert au Brésil.
- Moenkhausia bonita Benine, Castro et Sabino, 2004
- Myxiops aphos Zanata et Akama, 2004

#### Cyprinidés
- Gobio lozanoi Doadrio et Madeira, 2004

Péninsule ibérique et France (bassin de l'Adour).

#### Polyptéridés
- Polypterus teugelsi Britz, 2004

Découvert au Cameroun.

#### Schindleriidés
- Schindleria brevipinguis Watson et Walker, 2004

Schindleriidé collecté en 1979 dans la Grande Barrière de Corail en Australie. Cette espèce devient, avec ses 8,4 mm. au maximum pour la femelle gravide, et un poids de 1 mg., le plus petit vertébré du monde.

#### Scyliorhinidés
- Apristurus melanoasper Iglésias, Nakaya & Stehmann, 2004

#### Stomiidés
- Eustomias jimcraddocki Sutton et Hartel, 2004

Stomiidé découvert en profondeur dans la région du mont sous-marin Bear, au large de la Nouvelle-Angleterre. L'épithète spécifique est dédiée à Jim Craddock.

## 2005

### Espèces décrites en 2005
- Mustelus hacat Pérez Jimenez, Nishizaki et Geniz, 2005

Espèce de requin triakidé découvert dans la mer de Cortez (Mexique)
- Chondrostoma occidentale Robalo, Almada, Santos, Moreira et Doadrio, 2005

Cyprinidé découvert dans trois cours d'eau de l'ouest du Portugal.
- Gobio alverniae Kottelat et Persat, 2005

Cyprinidé découvert en France (bassins de la Dordogne, de la Garonne et de la Loire) .
- Gobio occitaniae Kottelat et Persat, 2005

Cyprinidé découvert en France (de la Vidourle au Tech pour le versant méditerranéen, de l'Eyre à la Charente pour le versant atlantique) .
- Puntius didi Kullander et Fang, 2005

Cyprinidé découvert au Myanmar.
- Puntius tiantian Kullander et Fang, 2005

Cyprinidé découvert au Myanmar.
- Cyprinodon suavium, 2005

Cyprinodontidé découvert au Mexique.
- Lacantunia enigmatica Rodiles-Hernández, Hendrickson, Lundberg et Humphries, 2005

Silure lacantuniidé (nouvelle famille) découvert dans la rivière Lacantun au Chiapas (Mexique) .
- Poecilia (Acanthophacelus) wingei Poeser, Kempkes et Isbrücker, 2005

Poeciliidé découvert dans la péninsule de Paria au Venezuela.